# Markus Storck
Markus Storck (født 1964 i Frankfurt am Main) er en tysk cykeldesigner- og udvikler, der er kendt for at skabe den letteste forgaffel i verden, lavet af carbonfiber. Han er administrerende direktør og grundlægger af Storck Bicycle, prisvindende designer og innovatør.